# Један дан у белом (кратки филм)
Један дан у белом је српски кратки филм из 2006. године. Режију је урадио Марко Јефтић, који је писао и сценарио са Костом Пешевским.